# Rally de Finlandia de 2010
El Rally de Finlandia de 2010, oficialmente 60st Neste Oil Rally Finland , fue la 60.ª edición y la octava ronda de la temporada 2010 del Campeonato Mundial de Rally. Se celebró en los alrededores de Jyväskylä, Finlandia Central, entre el 29 y el 31 de julio y contó con un itinerario de diecinueve tramos sobre tierra que sumaban un total de 310.05 km cronometrados. Fue además la sexta ronda del Campeonato Super 2000 y la quinta ronda del Campeonato de Producción.

## Itinerario y ganadores
| Día             | Tramo | Hora  | Tramo        | Distancia | Ganador            | Tiempo  | Vel. media  | Líder rally        |
| --------------- | ----- | ----- | ------------ | --------- | ------------------ | ------- | ----------- | ------------------ |
| 1 (29–30 julio) | SS1   | 18:45 | Laajavuori 1 | 4.31 km   | Petter Solberg     | 2:33.2  | 98.46 km/h  | Petter Solberg     |
| 1 (29–30 julio) | SS2   | 07:42 | Urria 1      | 12.75 km  | Mikko Hirvonen     | 5:55.8  | 129.01 km/h | Mikko Hirvonen     |
| 1 (29–30 julio) | SS3   | 08:40 | Jukojärvi 1  | 22.29 km  | Mikko Hirvonen     | 10:33.7 | 126.63 km/h | Mikko Hirvonen     |
| 1 (29–30 julio) | SS4   | 10:06 | Urria 2      | 12.75 km  | Sébastien Ogier    | 5:52.9  | 130.07 km/h | Petter Solberg     |
| 1 (29–30 julio) | SS5   | 11:04 | Jukojärvi 2  | 22.29 km  | Dani Sordo         | 10:28.7 | 127.63 km/h | Petter Solberg     |
| 1 (29–30 julio) | SS6   | 13:58 | Lankamaa     | 24.87 km  | Jari-Matti Latvala | 12:03.3 | 123.78 km/h | Petter Solberg     |
| 1 (29–30 julio) | SS7   | 15:01 | Sirkkamäki 1 | 6.45 km   | Jari-Matti Latvala | 3:04.4  | 125.92 km/h | Jari-Matti Latvala |
| 1 (29–30 julio) | SS8   | 15:36 | Myhinpää 1   | 15.52 km  | Sébastien Loeb     | 7:07.8  | 130.60 km/h | Jari-Matti Latvala |
| 1 (29–30 julio) | SS9   | 17:27 | Sirkkamäki 2 | 6.45 km   | Jari-Matti Latvala | 3:01.4  | 128.00 km/h | Jari-Matti Latvala |
| 1 (29–30 julio) | SS10  | 18:02 | Myhinpää 2   | 15.52 km  | Sébastien Loeb     | 6:59.8  | 133.09 km/h | Jari-Matti Latvala |
| 1 (29–30 julio) | SS11  | 20:00 | Laajavuori 2 | 4.19 km   | Petter Solberg     | 2:35.1  | 97.25 km/h  | Jari-Matti Latvala |
| 2 (31 de julio) | SS12  | 07:33 | Kolonkulma   | 10.35 km  | Sébastien Ogier    | 5:06.4  | 121.61 km/h | Jari-Matti Latvala |
| 2 (31 de julio) | SS13  | 08:01 | Väärinmaja   | 29.29 km  | Sébastien Loeb     | 14:46.9 | 118.89 km/h | Jari-Matti Latvala |
| 2 (31 de julio) | SS14  | 09:44 | Surkee 1     | 19.59 km  | Jari-Matti Latvala | 9:56.4  | 118.25 km/h | Jari-Matti Latvala |
| 2 (31 de julio) | SS15  | 11:59 | Leustu 1     | 21.35 km  | Sébastien Loeb     | 10:08.8 | 126.25 km/h | Jari-Matti Latvala |
| 2 (31 de julio) | SS16  | 12:46 | Himos 1      | 20.63 km  | Sébastien Loeb     | 10:28.5 | 118.17 km/h | Jari-Matti Latvala |
| 2 (31 de julio) | SS17  | 14:03 | Surkee 2     | 19.59 km  | Sébastien Ogier    | 9:53.6  | 118.81 km/h | Jari-Matti Latvala |
| 2 (31 de julio) | SS18  | 16:23 | Leustu 2     | 21.35 km  | Jari-Matti Latvala | 9:59.9  | 128.12 km/h | Jari-Matti Latvala |
| 2 (31 de julio) | SS19  | 17:10 | Himos 2      | 20.63 km  | Sébastien Ogier    | 10:15.7 | 120.62 km/h | Jari-Matti Latvala |

## Clasificación final

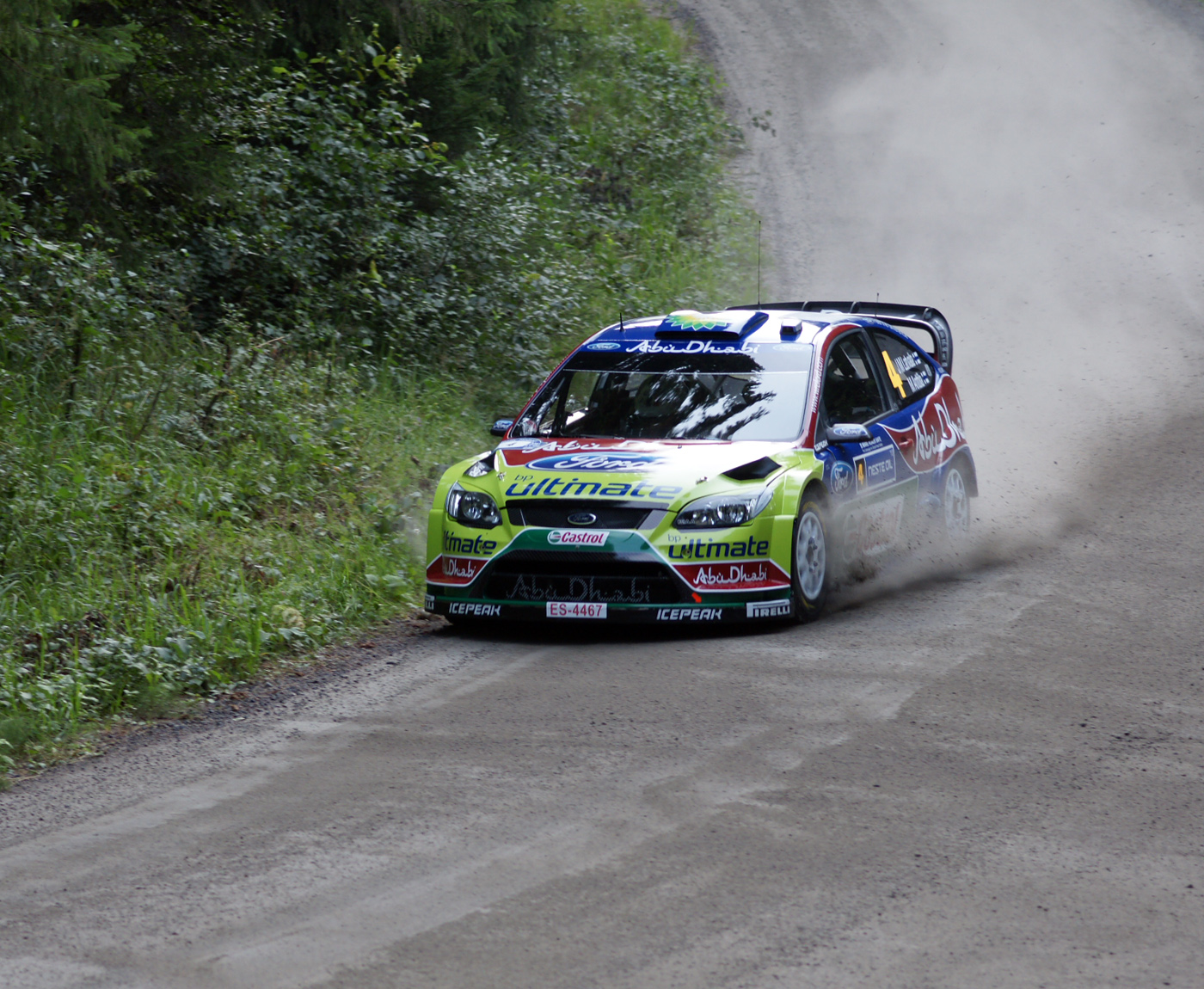
Latvala

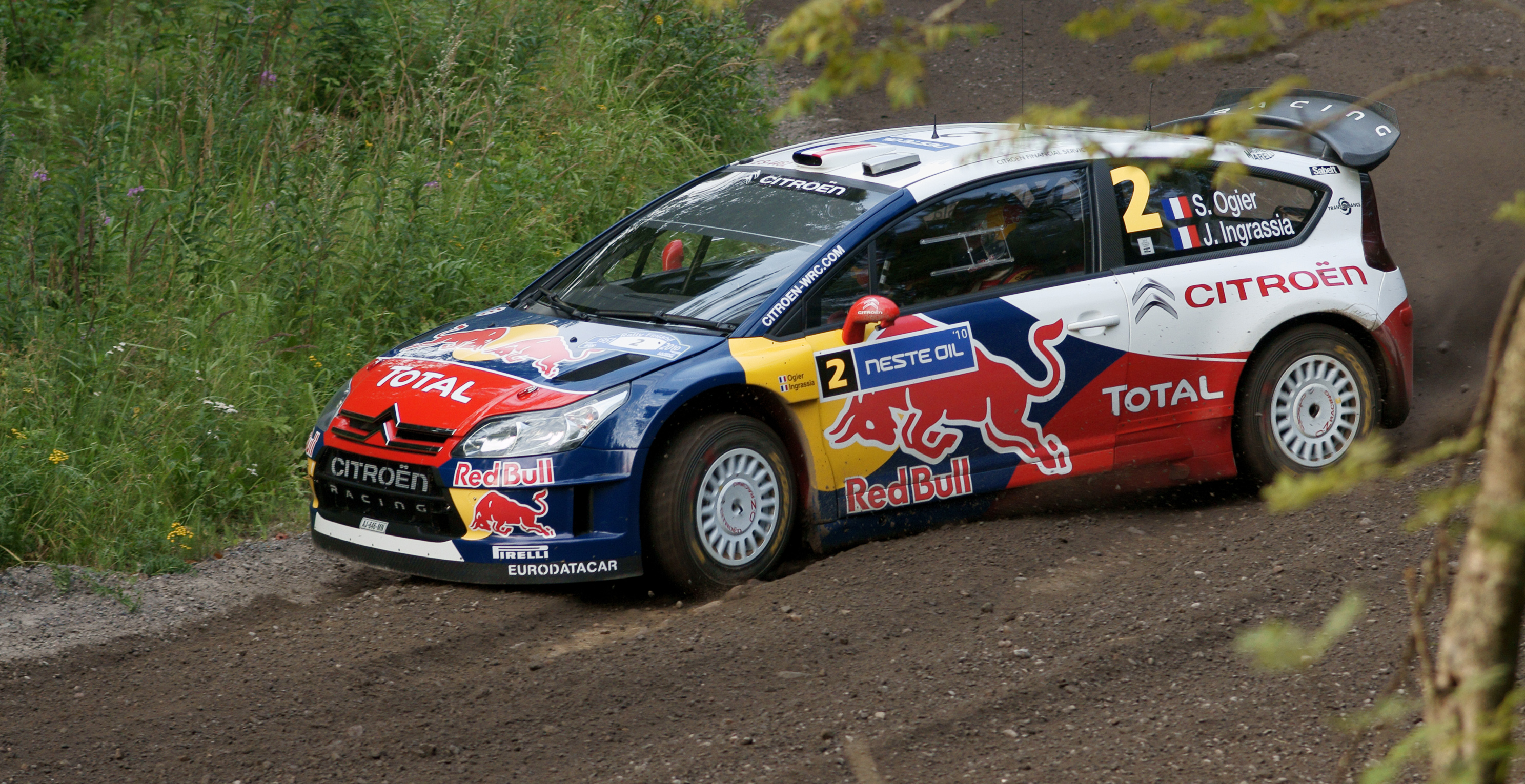
Ogier

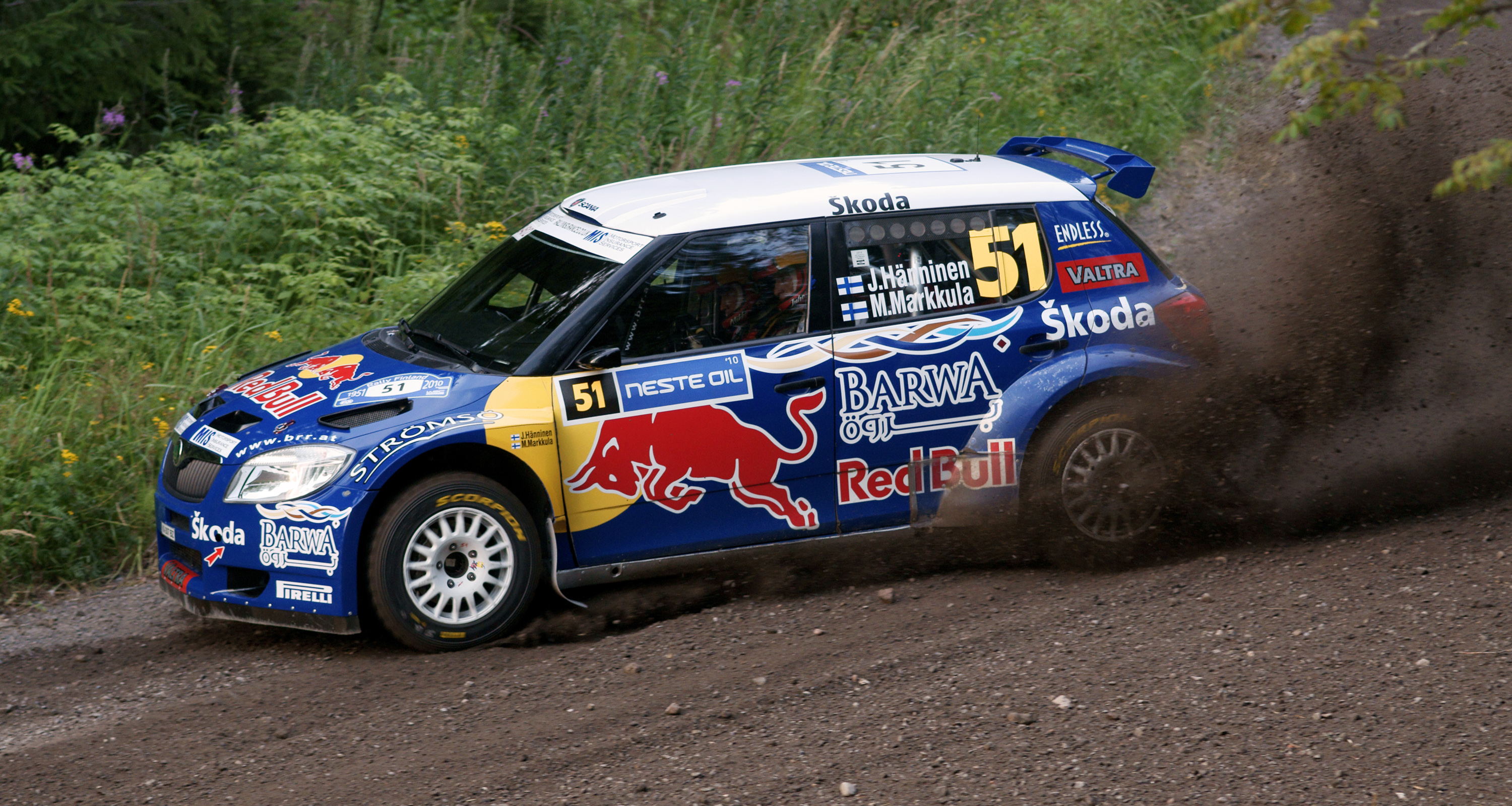
Haninen venció en la categoría S2000.

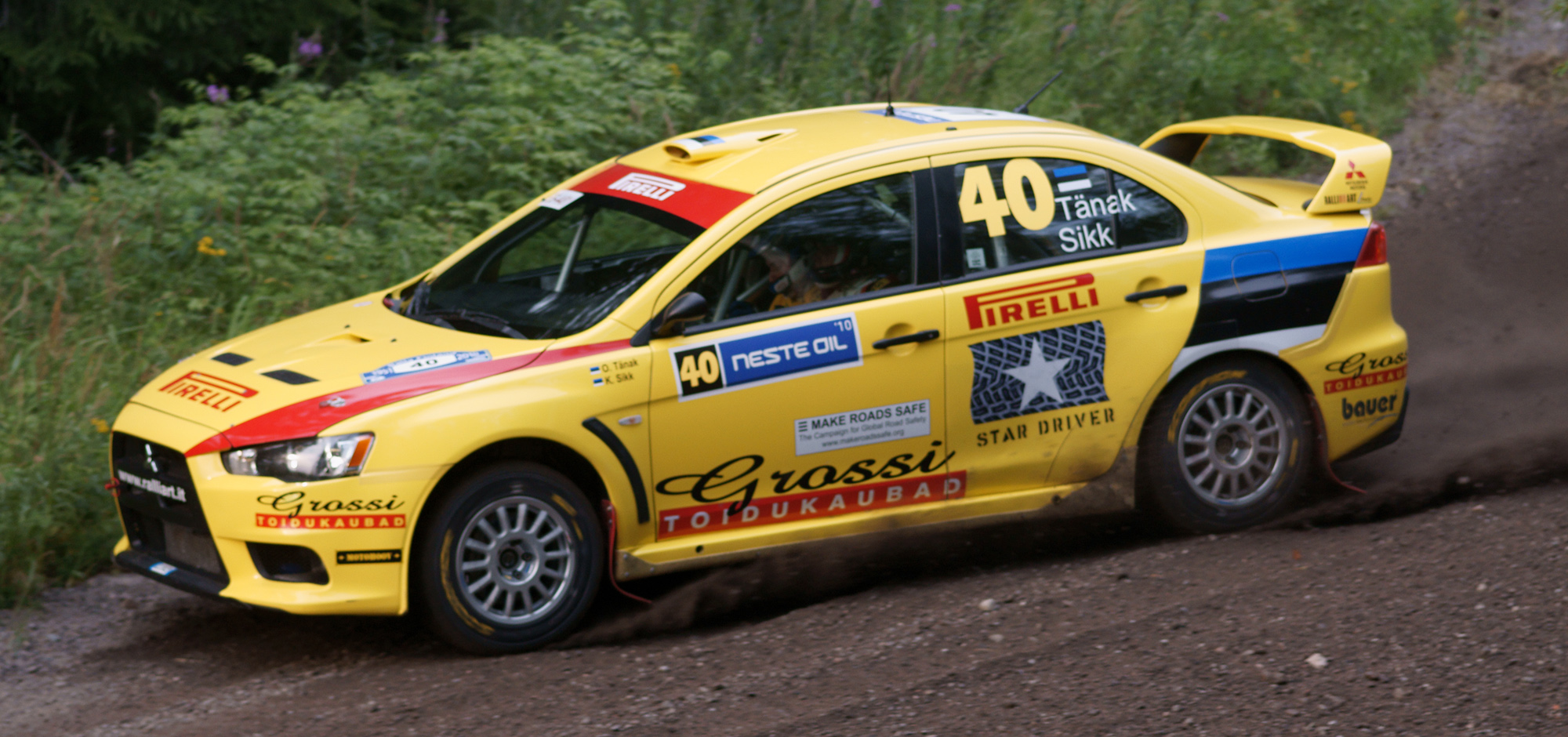
Tanak ganó en la categoría de producción.

| Pos.      | Piloto               | Copiloto             | Automóvil                | Tiempo    | Diferencia | Puntos  |
| General   | General              | General              | General                  | General   | General    | General |
| --------- | -------------------- | -------------------- | ------------------------ | --------- | ---------- | ------- |
| 1.        | Jari-Matti Latvala   | Miikka Anttila       | Ford Focus RS WRC 09     | 2:31:29.6 | 0.0        | 25      |
| 2.        | Sébastien Ogier      | Julien Ingrassia     | Citroën C4 WRC           | 2:31:39.7 | 10.1       | 18      |
| 3.        | Sébastien Loeb       | Daniel Elena         | Citroën C4 WRC           | 2:31:55.6 | 26.0       | 15      |
| 4.        | Petter Solberg       | Chris Patterson      | Citroën C4 WRC           | 2:32:00.3 | 30.7       | 12      |
| 5.        | Dani Sordo           | Marc Martí           | Citroën C4 WRC           | 2:33:14.6 | 1:45.0     | 10      |
| 6.        | Matthew Wilson       | Scott Martin         | Ford Focus RS WRC 08     | 2:37:13.3 | 5:43.7     | 8       |
| 7.        | Mads Østberg         | Jonas Andersson      | Subaru Impreza WRC 2007  | 2:37:20.4 | 5:50.8     | 6       |
| 8.        | Juha Kankkunen       | Juha Repo            | Ford Focus RS WRC 08     | 2:39:18.6 | 7:49.0     | 4       |
| 9.        | Juho Hänninen        | Mikko Markkula       | Škoda Fabia S2000        | 2:40:34.6 | 9:05.0     | 2       |
| 10.       | Per-Gunnar Andersson | Anders Fredriksson   | Škoda Fabia S2000        | 2:41:45.3 | 10:15.7    | 1       |
| SWRC      |                      |                      |                          |           |            |         |
| 1. (9.)   | Juho Hänninen        | Mikko Markkula       | Škoda Fabia S2000        | 2:40:34.6 | 0.0        | 25      |
| 2. (10.)  | Per-Gunnar Andersson | Anders Fredriksson   | Škoda Fabia S2000        | 2:41:45.3 | 1:10.7     | 18      |
| 3. (11.)  | Patrik Sandell       | Emil Axelsson        | Škoda Fabia S2000        | 2:42:04.6 | 1:30.0     | 15      |
| 4. (13.)  | Martin Prokop        | Jan Tománek          | Ford Fiesta S2000        | 2:44:41.8 | 4:07.2     | 12      |
| 5. (16.)  | Michał Kościuszko    | Maciek Szczepaniak   | Ford Fiesta S2000        | 2:46:29.7 | 5:55.1     | 10      |
| 6. (17.)  | Janne Tuohino        | Markku Tuohino       | Ford Fiesta S2000        | 2:46:44.3 | 6:09.7     | 8       |
| 7. (29.)  | Nasser Al-Attiyah    | Giovanni Bernacchini | Škoda Fabia S2000        | 2:57:50.1 | 17:15.5    | 6       |
| PWRC      |                      |                      |                          |           |            |         |
| 1. (18.)  | Ott Tänak            | Kuldar Sikk          | Mitsubishi Lancer Evo X  | 2:46:50.5 | 0.0        | 25      |
| 2. (20.)  | Jukka Ketomäki       | Kai Risberg          | Mitsubishi Lancer Evo X  | 2:48:18.8 | 1:28.3     | 18      |
| 3. (21.)  | Hayden Paddon        | John Kennard         | Mitsubishi Lancer Evo X  | 2:49:56.5 | 3:06.0     | 15      |
| 4. (24.)  | Anders Grøndal       | Veronica Engan       | Subaru Impreza WRX STI   | 2:51:45.8 | 4:55.3     | 12      |
| 5. (28.)  | Alex Raschi          | Rudy Pollet          | Mitsubishi Lancer Evo X  | 2:57:03.6 | 10:13.1    | 10      |
| 6. (30.)  | Martin Semerád       | Bohuslav Ceplecha    | Mitsubishi Lancer Evo IX | 2:58:26.7 | 11:36.2    | 8       |
| 7. (32.)  | Reijo Muhonen        | Lasse Miettinen      | Mitsubishi Lancer Evo X  | 2:59:52.5 | 13:02.0    | 6       |
| 8. (39.)  | Wang Rui             | Pan Hongyu           | Subaru Impreza WRX STI   | 3:04:53.4 | 18:02.9    | 4       |
| 9. (40.)  | Peter Horsey         | Moses Matovu         | Mitsubishi Lancer Evo X  | 3:05:15.6 | 18:25.1    | 2       |
| 10. (41.) | Nicholai Georgiou    | Joseph Matar         | Mitsubishi Lancer Evo X  | 3:05:58.2 | 19:07.7    | 1       |